# Alice Springs

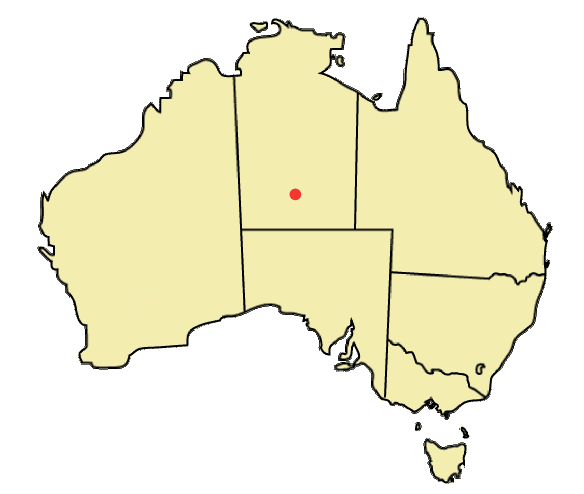
Localização de Alice Springs na Austrália.

Alice Springs é uma cidade do Território do Norte, na Austrália. Segundo o censo de 2011 tinha 25.186 habitantes. Alice Springs é a segunda cidade mais populosa do Território do Norte, e está situada no centro geográfico da Austrália. A altitude média da cidade é de 576 metros acima do nível do mar.

## Geografia

### Clima
De acordo com a classificação climática de Köppen-Geiger, Alice Springs tem um clima desértico (BWh). A precipitação média anual é de 285,9 milímetros, o que tornaria um clima semiárido, já que regiões áridas recebem menos 250 milímetros (mm) anuais de precipitação. No entanto, a alta evapotranspiração, ou a sua aridez, torna o clima desértico. O regime de chuvas pode variar muito de ano para ano, como ocorreu entre os anos de 2001, quando choveu 741 mm, e 2002, quando caíram apenas 198 mm.
A secura da cidade estimula grandes variações de temperatura em um único dia, principalmente no inverno e início da primavera, que é o período mais seco. Apesar de o clima ser árido, pode ocorrer chuva forte com trovoadas no verão, e essa chance de chuva forte aumenta quando o Oceano Pacífico Equatorial está sob o fenômeno La Niña. Durante o verão a temperatura pode passar dos 35°C facilmente, podendo chegar aos 40 °C nos dias mais quentes. A altitude de quase 600 metros impede que a temperatura seja ainda mais alta. Essa estação é um pouco mais chuvosa por que às vezes o ar tropical do Norte do país consegue atingir a região. E essas chuvas que ocorrem no verão que faz com a variação de temperatura diminua um pouco no verão. A temperatura durante a tarde pode cair 15 °C em um período de 10 minutos quando começa a chover.
No inverno, a perda de radiação durante a noite, provocada pelo ar muito seco, faz a temperatura baixar muito, podendo ficar negativa durante alguns dias do ano, devido à chegada de massas de ar frio. Mas mesmo sem essas massas de ar a temperatura ao amanhecer fica baixa na maioria dos dias. A chuva no inverno depende de frentes frias de forte intensidade, e quando chove no inverno, a temperatura máxima pode ficar abaixo de 10 °C. O outono e a primavera são períodos de transição entre a estação quente e a fria. Não há muitas mudanças no regime de chuvas. No começo da primavera chove menos porque as frentes frias perdem sua intensidade e o ar úmido do norte do país não consegue chegar à cidade, mas à medida que a estação se consolida, o volume volta a aumentar.
A temperatura mais alta já registrada em Alice Springs foi de 45,2 °C em 3 de janeiro de 1960, enquanto a mais baixa é -7,5 °C em 17 de julho de 1976. Esta também é a menor temperatura registrada no Território do Norte. O maior acumulado de chuva em 24 horas foi de 204,8 mm em 31 de março de 1988.
| Dados climatológicos para Alice Springs (1941–2012) | Dados climatológicos para Alice Springs (1941–2012) | Dados climatológicos para Alice Springs (1941–2012) | Dados climatológicos para Alice Springs (1941–2012) | Dados climatológicos para Alice Springs (1941–2012) | Dados climatológicos para Alice Springs (1941–2012) | Dados climatológicos para Alice Springs (1941–2012) | Dados climatológicos para Alice Springs (1941–2012) | Dados climatológicos para Alice Springs (1941–2012) | Dados climatológicos para Alice Springs (1941–2012) | Dados climatológicos para Alice Springs (1941–2012) | Dados climatológicos para Alice Springs (1941–2012) | Dados climatológicos para Alice Springs (1941–2012) | Dados climatológicos para Alice Springs (1941–2012) |
| Mês                                                 | Jan                                                 | Fev                                                 | Mar                                                 | Abr                                                 | Mai                                                 | Jun                                                 | Jul                                                 | Ago                                                 | Set                                                 | Out                                                 | Nov                                                 | Dez                                                 | Ano                                                 |
| --------------------------------------------------- | --------------------------------------------------- | --------------------------------------------------- | --------------------------------------------------- | --------------------------------------------------- | --------------------------------------------------- | --------------------------------------------------- | --------------------------------------------------- | --------------------------------------------------- | --------------------------------------------------- | --------------------------------------------------- | --------------------------------------------------- | --------------------------------------------------- | --------------------------------------------------- |
| Temperatura máxima recorde (°C)                     | 45,2                                                | 44,7                                                | 42,2                                                | 39,9                                                | 35                                                  | 31,6                                                | 31,6                                                | 35,2                                                | 38,8                                                | 41,7                                                | 43                                                  | 44,2                                                | 45,2                                                |
| Temperatura máxima média (°C)                       | 36,4                                                | 35                                                  | 32,6                                                | 28,2                                                | 23                                                  | 19,8                                                | 19,7                                                | 22,6                                                | 27,2                                                | 30,9                                                | 33,6                                                | 35,4                                                | 28,7                                                |
| Temperatura mínima média (°C)                       | 21,5                                                | 20,7                                                | 17,5                                                | 12,6                                                | 8,2                                                 | 5                                                   | 4,1                                                 | 6                                                   | 10,3                                                | 14,8                                                | 17,8                                                | 20,2                                                | 13,2                                                |
| Temperatura mínima recorde (°C)                     | 10                                                  | 8,5                                                 | 6,1                                                 | 1,4                                                 | −2,7                                                | −6                                                  | −7,5                                                | −4,1                                                | −1                                                  | 1,3                                                 | 3,5                                                 | 9,3                                                 | −7,5                                                |
| Chuva (mm)                                          | 38,8                                                | 44,3                                                | 32,4                                                | 16,5                                                | 18,8                                                | 14                                                  | 15,2                                                | 9,3                                                 | 8,5                                                 | 21,7                                                | 28,9                                                | 37,1                                                | 285,9                                               |
| Dias com chuva                                      | 4,7                                                 | 4,7                                                 | 3,3                                                 | 2,1                                                 | 3,1                                                 | 2,8                                                 | 2,7                                                 | 2                                                   | 2,3                                                 | 4,6                                                 | 5,6                                                 | 5,7                                                 | 43,6                                                |
| Umidade relativa (%)                                | 22                                                  | 25                                                  | 24                                                  | 26                                                  | 33                                                  | 35                                                  | 32                                                  | 25                                                  | 21                                                  | 19                                                  | 19                                                  | 21                                                  | 25                                                  |
| Insolação (h)                                       | 319,3                                               | 274,4                                               | 297,6                                               | 285                                                 | 263,5                                               | 252                                                 | 282,1                                               | 303,8                                               | 300                                                 | 310                                                 | 303                                                 | 310                                                 | 3 500,7                                             |
| Fonte: Australian Bureau of Meteorology             |                                                     |                                                     |                                                     |                                                     |                                                     |                                                     |                                                     |                                                     |                                                     |                                                     |                                                     |                                                     |                                                     |

## Demografia

### Religião
Segundo Censo de 2001, 55,7% praticavam alguma religião. Destes:
- 33,5% eram Protestantes (Presbiterianos e Luteranos)  e  Anglicanos, principalmente.
- 21,08% eram Católicos;
- 1,12% eram Budistas.